# Arabisch als Fremdsprache
Arabisch als Fremdsprache (AraF) bezeichnet den Status der arabischen Sprache für alle Sprecher oder Lerner, deren Erstsprache nicht Arabisch ist. Daneben bezeichnet es auch den Arabischunterricht für diese Lernenden und die entsprechende Didaktik für Menschen sowohl in arabischsprachigen als auch in anderssprachigen Ländern oder Gebieten. Schätzungsweise werden Varianten des Arabischen von 313 Millionen Menschen als Erstsprache, von weiteren 424 Millionen als Zweit- oder Fremdsprache gesprochen und von mehr als einer Milliarde Muslimen als Liturgiesprache verwendet.
Durch die Diglossie des Arabischen gibt es im Gegensatz zu vielen anderen Sprachen im Arabischen die Besonderheit, dass es keine Region gibt, in welcher die arabische Hochsprache als Erstsprache gesprochen wird. Dadurch gibt es keine Erstsprecher des Hocharabischen, wodurch auch Menschen, die mit einem der arabischen Dialekte als Erstsprache aufwachsen, die arabische Hochsprache als Zweitsprache lernen.
Im Sprachunterricht meint der Begriff Arabisch als Fremdsprache im engeren Sinne das Lernen und Lehren einer oder mehrerer Varietäten des Arabischen durch Menschen, deren Erst- oder Zweitsprache nicht Arabisch ist. Im Arabischen ist es gebräuchlich, von taʿlīm al-lugha al-ʿarabīya li-ghayr an-nātiqīn bihā (arabisch تعليم اللغة العربية لغير الناطقين بها, DMG taʿlīm al-luġa al-ʿarabīya li-ġair an-nāṭiqīn bihā ‚Lehre der arabischen Sprache für Nicht-Erstsprachler‘) zu sprechen. Im anglophonen Raum wird von Teaching Arabic as a Foreign Language gesprochen.

## Historische Entwicklung des Fachs Arabisch als Fremdsprache
Spätestens mit Beginn der Islamischen Eroberungen ab den 630er Jahren kam es verstärkt zum Sprachkontakt zwischen Arabischsprechern und Sprechern anderer Sprachen. Unter anderem Reisende, Händler, Missionare, Diplomaten, Wissenschaftler und Übersetzer dürften dabei die ersten Versuche unternommen haben, sich selbst oder Anderen Arabisch beizubringen. Durch den zunehmenden Sprachkontakt entstand auch ein Bedarf ein Sprachmittlern und Übersetzern, welche teilweise inoffiziell agierten, teilweise jedoch auch erst anerkannt werden mussten. Beispielsweise mussten unter der Mamluken-Regierung zwischen 1270 und 1510 die sogenannten Dragomane vom jeweiligen Sultan akkreditiert werden und waren ihm für die Unterbringung und das Verhalten christlicher Ausländer verantwortlich.
Im islamischen al-Andalus wurde Arabisch bereits im 12. Jahrhundert im Umfeld der Übersetzerschule von Toledo gelehrt.
An europäischen Universitäten wurde Arabisch ab dem 16. Jahrhundert unterrichtet.
Als Lehr- und Lernmaterial wurden im Mittelalter unter anderem handschriftlich verfasste Grammatiken und Übersetzungen beispielsweise des Korans vom Arabischen ins Lateinische verwendet. Ab Ende des 18. Jahrhunderts wurden arabische Wörterbücher gedruckt. Der französische Drucker Jean-Joseph Marcel kam 1998 nach Kairo und organisierte dort die Imprimerie Nationale, die als eines ihrer ersten Werke auch ein 80-seitiges „Vocabulaire Français-Arabe“ herausgab.
In den 1950er und 1960er Jahren erlangten viele arabische Staaten ihre Unabhängigkeit von ihren Kolonisatoren. Im Zuge dessen wurden arabische Nationalismen und panarabische Ideen wichtiger und es kam zu einer verstärkten Beschäftigung mit arabischer Sprache. Seit dieser Zeit wird AraF wissenschaftlich erforscht und systematisch gelehrt. Dadurch kann ab den 1950er/1960er Jahren von einer eigenständigen Fremdsprachendidaktik und Wissenschaftsdisziplin gesprochen werden. Da die Arabistik insgesamt in Deutschland selbst als Kleines Fach gilt, gilt AraF nicht als eigenständiges Fachgebiet, sondern wird als Teilgebiet der Arabistik behandelt.
Wichtige neuere geschichtliche Ereignisse, die jeweils zu einem größeren Interesse an AraF und erhöhten Studierendenzahlen führten, sind die Terroranschläge vom 11. September 2001 und in Europa auch die verstärkte Migration arabischer Geflüchteter ab 2015/16.

## Didaktische Spezifika: Arabische Sprache und Diglossie
AraF-Didaktik unterscheidet sich von anderen Fremdsprachendidaktiken unter anderem durch die anfängliche Hürde der Schriftvermittlung und durch die arabische Diglossie. Die klassische arabische Hochsprache wurde durch Auftreten des Islam und insbesondere durch die Kanonisierung des Korans im 7. Jahrhundert sowie durch Grammatiker wie Sibawayhi im 8. und 9. Jahrhundert standardisiert. Es ist unklar und nicht abschließend erforscht, wie der präislamische Vorgänger dieser Sprache aussah. Dabei könnte es sich um eine gesprochene Sprache, einen bestimmten arabischen Dialekt, eine Koine (eine interdialektale Verständigungssprache) oder eine reine Dichtungssprache gehandelt haben. Klassisches Hocharabisch wird heutzutage immer noch als islamische Sakralsprache und als Sprache klassischer Dichtung gelesen und rezitiert. In Journalismus und Wissenschaft wird hingegen größtenteils Modernes Standardarabisch geschrieben und zum Teil auch gesprochen. Dem stehen die arabischen Dialekte gegenüber, welche linguistisch in fünf Hauptsprachregionen aufgeteilt werden können: (1) arabische Halbinsel, (2) „Mesopotamien“ (Irak, Teile Irans, Syriens und der Türkei), (3) die Levante, (4) Ägypten und Sudan sowie (5) Nordafrika. Im Gegensatz zur maltesischen Sprache, die sich durch die Christianisierung Maltas von der dauerhaften Wechselwirkung mit dem Koranarabisch löste, sind die arabischen Dialekte durch die Bindung an das Hocharabische des Korans auch heute noch sprachlich eng miteinander verwandt und können eher als Dialekte, denn als eigenständige Sprachen bezeichnet werden.
Das Nebeneinander von Dialekten und Hochsprache wurde als Diglossie bereits in der Anfangszeit systematischerer arabischer Sprachdidaktik durch eine wegweisende Arbeit Charles A. Fergusons beschrieben. Fergusons Arbeit teilt das Feld arabischer Sprache in eine Hochsprache bzw. high variety (H / al-fuṣḥā) und auf der anderen Seite die arabischen Dialekte als lokal unterschiedliche low varieties ein (L / al-ʿāmmīya). Es entspricht immer noch heutigem Wissensstand, dass Sprachgemeinschaften verschiedene Varietäten (Register/Dialekte) einer Sprache oder gar unterschiedliche Sprachen für unterschiedliche Zwecke verwenden. Kritischer gesehen wird mittlerweile jedoch die binäre Unterteilung in H/L. Diese Unterteilung gibt eher Sprachideologie wieder, als realer gesprochener arabischer Sprache gerecht zu werden. Sie ignoriert fließende Übergänge zwischen den in spezifischen Situationen als angebracht angesehenen verschiedenen Varietäten der arabischen Sprache. Eine solche auf Sprachideologie und einem vereinfachten Diglossiebegriff basierende Sicht war und ist im AraF-Feld weit verbreitet, was beispielsweise zu einer Fokussierung auf ein vermeintlich prestigeträchtigeres Hocharabisch und zu einer Vernachlässigung der Vermittlung von Alltagssprache führt. Zurückzuführen ist die Ideologisierung einerseits auf die Rolle des Hocharabischen als Liturgiesprache, andererseits aber auch auf politische Bewegungen wie den Panarabismus.
Weniger ideologiebehaftet und evidenzbasierter erscheint eine Herangehensweise, die von einer Vielzahl an koexistierenden arabischen Sprachvarietäten ausgeht, also von Polyglossie statt Diglossie, und die diese Polyglossie wiederum als ein Gesamtsystem arabischer Sprache (Arabic as One Language) auffasst. Ihre Grundannahme ist, dass kompetente Arabischsprecher sowohl unterschiedliche Sprachvarietäten beherrschen, als auch wissen, wann sie welche Varietät einsetzen, sowie wann und wie sie zwischen den verschiedenen Varietäten mischen können. Wenn nun ein solcher gebildeter Sprecher als Bezugspunkt hergenommen wird, so bedeutet das für die AraF-Didaktik, dass auch Arabischlernende verschiedene Sprachvarietäten erlernen sollten. Auf einer solchen Sicht baut in der AraF-Didaktik der sogenannte Integrated Approach auf, bei welchem in verschiedenartiger praktischer Umsetzung sowohl unterschiedliche Varietäten der Hochsprache, als auch ein oder mehrere Dialekte gelehrt werden. Andere Sprachlernziele (z. B. Koranlektüre oder Kommunikation in der Sozialen Arbeit) werden hingegen mit anderen Ansätzen, die sich exklusiv auf das Hocharabische oder einen der Dialekte fokussieren, unter Umständen besser bedient.
Wenn ein Dialekt gelehrt werden soll, stellt sich die Frage, welcher Dialekt ausgewählt wird. Untersuchungen bestätigen, dass Sprachlerner Fertigkeiten in einem der arabischen Dialekte auch auf andere Dialekte übertragen können. Allerdings können auch Fertigkeiten in MSA beim Verstehen arabischer Dialektsprecher helfen, solange sich die jeweiligen Dialektsprecher ihrem Kommunikationspartner etwas anpassen. Insbesondere Arabischsprecher aus dem Maghreb passen sich Arabischsprechern aus der Maschrek öfters an.

## Kompetenzevaluation
Im arabischen Diskurs um AraF-Sprachkompetenzen werden unter anderem die Begriffe mahāra (arabisch مهارة ‚Fähigkeit‘), qudra (arabisch قدرة ‚Fertigkeit‘) und kifāya (arabisch كفایة ‚Kompetenz‘) verwendet. Im AraF-Bereich werden wie auch in anderen Sprachdidaktiken Fähigkeiten im Lesen, Schreiben, Hörverstehen und Sprechen gemessen. Im arabischen Wissenschaftsdiskurs werden manchmal noch weitere Fähigkeiten wie beispielsweise Interaktion, Rezitation oder Kalligraphie ergänzt.
Das von Eckehard Schulz gegründete Al-Arabiyya-Institute bietet mit dem „TOAFL“ („Test Of Arabic as a Foreign Language“) einen standardisierten Arabisch-Sprachtest auf der Basis des Gemeinsamen Europäischen Referenzrahmens (GER) für Sprachen für die Niveaustufen A1 bis C2 an.
Schwierig gestaltet sich die Kompetenzevaluation dadurch, dass sich arabische Hochsprache und arabische Dialekte im Alltag ergänzen. Dadurch muss festgelegt werden, welche Register bei welchen Kompetenzen sinnvollerweise abgeprüft werden.

## AraF in Deutschland

### Akteure
In Deutschland existieren seit 2016 der Fachverband Arabisch e.V. und seit 2020 der Verein der Arabischlehrer*innen e.V., welcher sich auf schulischen Arabischunterricht fokussiert.
Derzeit gibt es noch kein Arabischlehramtsstudium. Die Salzmannschule Schnepfenthal bietet als Spezialgymnasium für Sprachen als einziges Gymnasium in Deutschland ab der 6. Klasse regulären Arabischunterricht an und hat als einzige deutsche Schule entsprechende Lehrpläne entwickelt. Vereinzelte andere weiterführende Schulen bieten Arabischunterricht im Wahlprogramm an.
An Universitäten wird AraF im Rahmen von 19 Studiengängen wie Arabistik, Nahoststudien oder Islamwissenschaft gelehrt. Die meisten Arabischlehrkräfte im nichtarabischen Hochschulwesen sind in Fächern wie Literatur-, Sprach- oder Islamwissenschaft ausgebildet, haben jedoch keinen Abschluss in Arabisch- oder Fremdsprachendidaktik.
Außerdem gibt es im Bereich Arabisch als Zweitsprache eine Vielzahl an religiösen und migrantischen Angeboten.
Finanziell fördert beispielsweise die Qatar Foundation verschiedene Projekte wie Workshops und Tagungen im AraF-Feld.

### Lehrmedien
In Deutschland werden an Hochschulen zum Erlernen von Arabisch als moderner Fremdsprache insbesondere Eckehard Schulz’ Modernes Hocharabisch: Lehrbuch mit einer Einführung in Hauptdialekte und die Lehrmaterialien des Landesspracheninstituts eingesetzt. Auch die in US-amerikanischen Hochschulen verbreitete Lehrbuchserie Al-Kitaab series|Al-Kitaab fii Taʿallum al-ʿArabiyya (arabisch الكتاب في التعلم العربية, DMG al-kitāb fi 't-taʿallum al-ʿarabīya ‚Das Buch des Arabischlernens‘) von Kristen Brustad, Mahmoud Al-Batal und Abbas Al-Tonsi wird verwendet. Die mittlerweile dreibändige Serie wurde erstmals 1995 verlegt. Sie zeichnet sich durch Umsetzung des Integrated Approach und den Einsatz von Texten aus authentischen arabischen Quellen aus.